# Hancock (film)
Hancock este un film fantastic comedie acțiune cu supereroi din 2008 regizat de Peter Berg cu Will Smith în rolul titular. În alte roluri interpretează actorii Jason Bateman și Charlize Theron.
Filmul prezintă povestea lui John Hancock (Smith), un supererou neglijent din Los Angeles ale cărui acțiuni duc la pagube de milioane de dolari și astfel toată lumea îl urăște. În cele din urmă, după ce-l salvează pe Ray Embrey (Bateman), acesta din urmă încearcă să găsească o modalitate pentru a schimba percepția publică asupra lui Hancock.

## Distribuția
- Will Smith — John Hancock
- Charlize Theron — Mary Embrey
- Jason Bateman — Ray Embrey
- Jae Head — Aaron Embrey
- Eddie Marsan — Red
- David Mattey — Omul de pe munte
- Maetrix Fiften — Matrix
- Thomas Lennon — Mike
- Johnny Galecki — Jeremy
- Haylye Marie Norman — Hottie
- Akiva Goldsman — Executiv
- Michael Mann — Executiv